# Ганс, Джо
Джо Ганс (англ. Joe Gans, настоящее имя Джозеф Гант (англ. Joseph Gant) — американский боксёр.

## Биография
Основатель популярного журнала о боксе «The Ring» Нэт Флейшер поставил Ганса на первое место в своём рейтинге лучших легковесов в истории. В 1902 году Джо завоевал титул чемпиона мира в лёгком весе, нокаутировав Фрэнка Эрне в 1-м раунде. Свой титул он потерял в 1908 году, проиграв нокаутом Оскару «Баттлингу» Нельсону.
 
В 1910 году Ганс умер от туберкулёза.
Джо Ганс был принят в Международный зал боксёрской славы в 1990 году.

## Интересные факты
- Джо Ганс стал первым афроамериканцем-чемпионом мира по боксу, до него этот титул выигрывали темнокожие боксёры: родившийся в Канаде Джордж Диксон и родившийся в Барбадосе Джо Уолкотт[англ.].
- Является двоюродным дедом (по линии матери) чемпиона мира по боксу (IBF) во втором полулёгком весе Тевина Фармера[англ.].